# ديريك ويذرسبون
ديريك ويذرسبون (بالإنجليزية: Derrick Witherspoon)‏ هو لاعب كرة قدم أمريكية ولاعب كرة قدم كندية أمريكي، ولد في 14 فبراير 1971 في سمتر في الولايات المتحدة.

## وصلات خارجية
- ديريك ويذرسبون على موقع مرجع كرة القدم المحترفة.كوم (الإنجليزية)